# Canzoniere
Il canzoniere, anticamente canzoniéro (catalano cançoner, occitano cançonièr, galiziano e portoghese cancioneiro, spagnolo cancionero), nasce con la letteratura romanza ed è una raccolta di rime spesso destinate al canto o alla musica e solitamente di carattere amoroso, di un solo o di vari poeti. Generalmente un Canzoniere raccoglie poesie dalla struttura metrica dissimile. Nella letteratura italiana il più noto è senz'altro il Canzoniere di Francesco Petrarca, scritto nel XIV secolo e preceduto, nel XIII secolo, dal canzoniere di Guittone d'Arezzo. Anche i Canzonieri, come quello di Domìzio Brocardo, in quanto raccolte di poesie, si sono profondamente modificati col tempo, seguendo le principali innovazioni poetiche. In età moderna, dunque, si è sviluppato e si è imposto un canzoniere di poesie a verso libero, soppiantando il canzoniere di poesie che avevano determinate strutture metriche (nel Novecento, ad esempio, importante fu il Canzoniere di Umberto Saba).

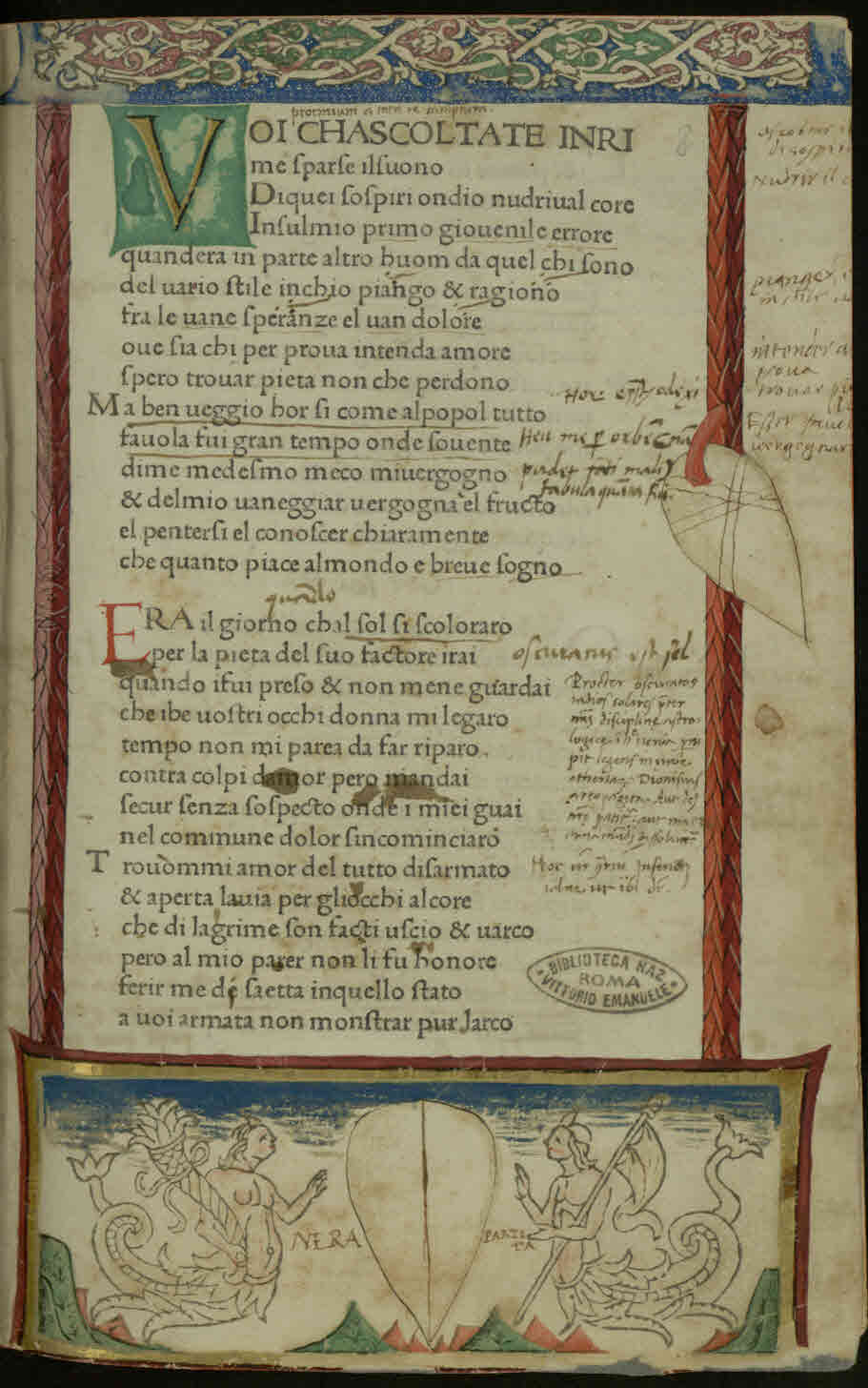
Incipit dell'editio princeps del Canzoniere di Petrarca

## Evoluzione
A partire dal XIII secolo la maggior parte dei canzonieri contengono poesie liriche, poemi e canzoni dei trovatori e trovieri medievali, di cui uno dei più importanti è il Manoscritto del Re. Prima del 1420, molti "libri di canzoni" contenevano musica sia sacra che profana, ad eccezione di quelli di Guillaume de Machaut. Intorno al 1420, la musica sacra e quella profana vennero ad essere separate, con grandi libri per coro contenenti musica sacra e canzonieri di dimensioni più piccole per un uso più privato da parte di persone privilegiate. I canzonieri vennero compilati principalmente in Francia, ma anche in Italia, Germania e nella penisola iberica.

## Lista di canzonieri importanti

### Italiani
- V Canzoniere Vaticano latino 3793
- P Canzoniere (Petrarca)
- L Canzoniere Laurenziano 9

### Catalani
- Cançoner de l'Ateneu
- Cançoner Vega-Aguiló
- Cançoner Carreras
- Cançoner dels Comtes d'Urgell
- cançoner d'Estanislau Aguiló
- Cançoner del Marquès de Barberà
- Cançoner d'obres enamorades
- Cançoner de Paris-Charpentras
- Cançoner de la Universitat de Saragossa
- Cançoner de vides de sants
- Cançoneret d'amor
- Cançoneret de Ripoll
- Jardinet d'Orats
- Llibre Vermell de Montserrat

### Francesi
- Chansonnier Cangé
- Chansonnier Cappella Giulia
- Chansonnier Cordiforme
- Chansonnier de Arras
- Chansonnier du Roi (anche in occitano)
- Chansonnier Nivelle de la Chaussée
- Chansonnier de Copenhagen
- Chansonnier de Dijon
- Chansonnier Florentine
- Chansonnier Laborde
- Chansonnier Mellon
- Chansonnier de Noailles
- Chansonnier de Seville
- Chansonnier Wolfenbüttel

### Occitani
- Cançoner Gil
- Cançoner Vega-Aguiló
- Chansonnier de Saint-Germain-des-Prés
- Manoscritto di Filippo
- Poetarum Provinciali

### Galiciano-portoghesi
- Canzoniere della Biblioteca Nazionale
- Canzoniere di Ajuda
- Canzoniere della Biblioteca Vaticana
- Pergaminho Sharrer (frammento)
- Pergaminho Vindel, vedi Martín Codax

### Portoghesi
- Cancioneiro de Belém
- Cancioneiro de Elvas
- Cancioneiro de Lisboa
- Cancioneiro de Paris

### Spagnoli
- Cancionero de Baena
- Cancionero de Palacio
- Cancionero de la Colombina
- Cancionero general